# Candelariella boikoi
Candelariella boikoi är en lavart som beskrevs av Khodos. & S. Y. Kondr. Candelariella boikoi ingår i släktet Candelariella och familjen Candelariaceae.   Inga underarter finns listade i Catalogue of Life.